# Riola (Valencia)
Riola ist eine Gemeinde (municipio) mit 1.770 Einwohnern (Stand: 2024) in der spanischen Provinz Valencia. Sie befindet sich in der Comarca Ribera Baja.

## Geografie
Riola liegt etwa 38 Kilometer südlich vom Stadtzentrum Valencias in einer Höhe von ca. 10 m am Río Júcar (Valencianisch: Xúquer), der die nördliche Gemeindegrenze bildet. 

## Demografie
| 1900 | 1910 | 1920 | 1930 | 1940 | 1950 | 1960 | 1970 | 1981 | 1991 | 2001 | 2011 | 2021 |
| ---- | ---- | ---- | ---- | ---- | ---- | ---- | ---- | ---- | ---- | ---- | ---- | ---- |
| 1058 | 1361 | 1362 | 1460 | 1556 | 1602 | 1601 | 1597 | 1743 | 1652 | 1609 | 1875 | 1780 |

## Sehenswürdigkeiten
- Marienkirche (Església del Santa María La Mayor) von 1735
- Brücke von Riola (1898)
- Rathaus

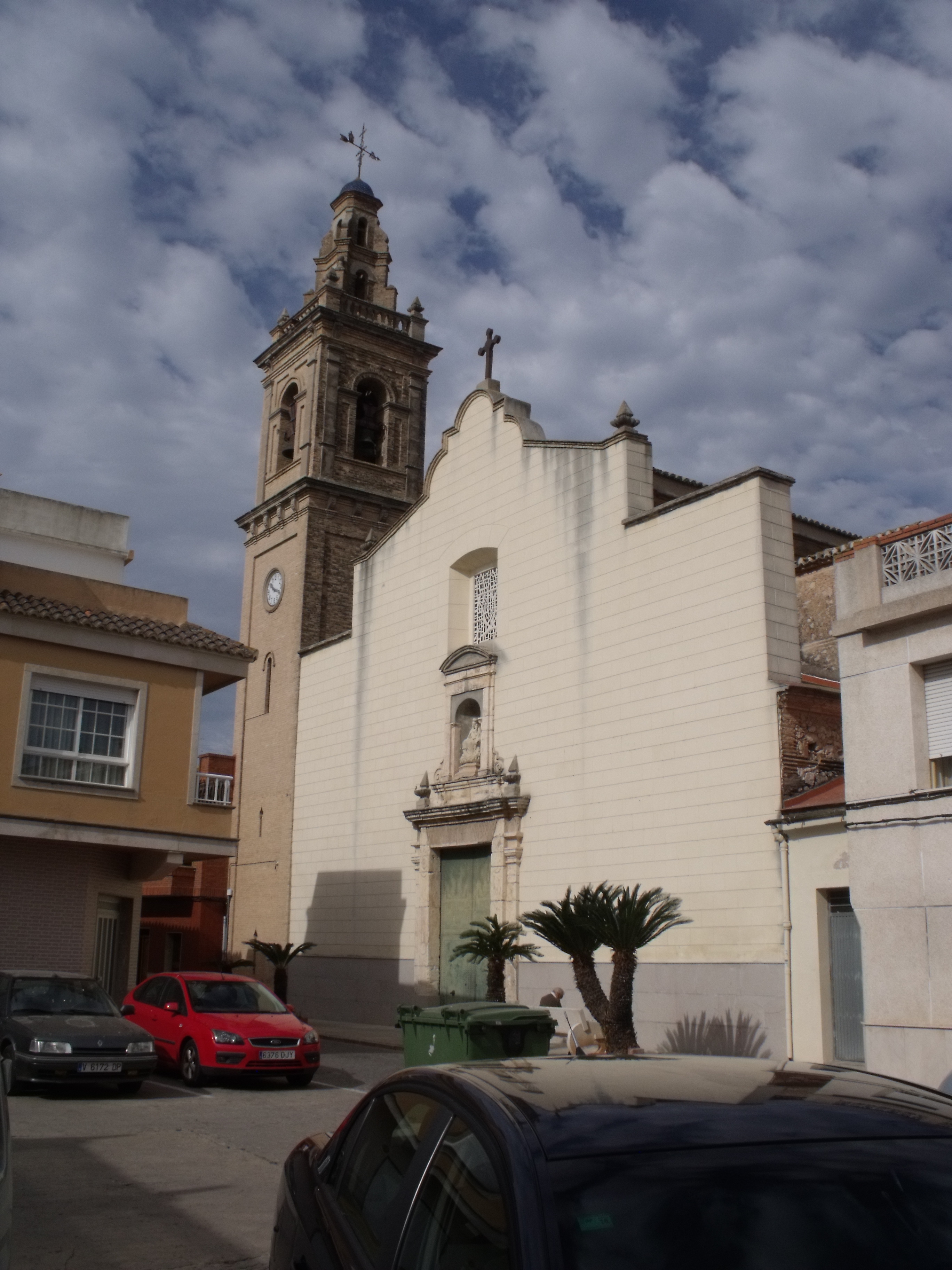
Marienkirche
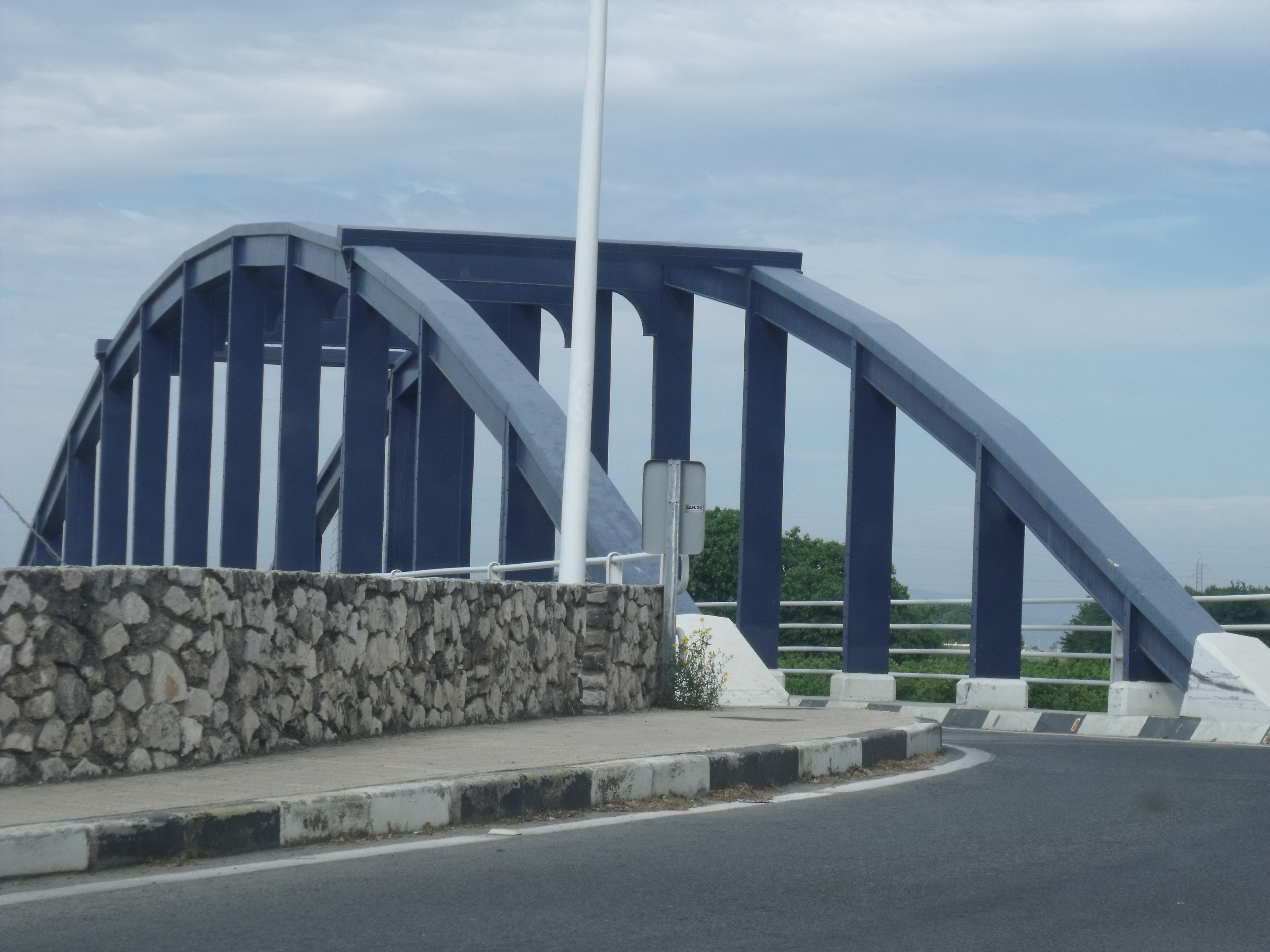
Brücke von Riola
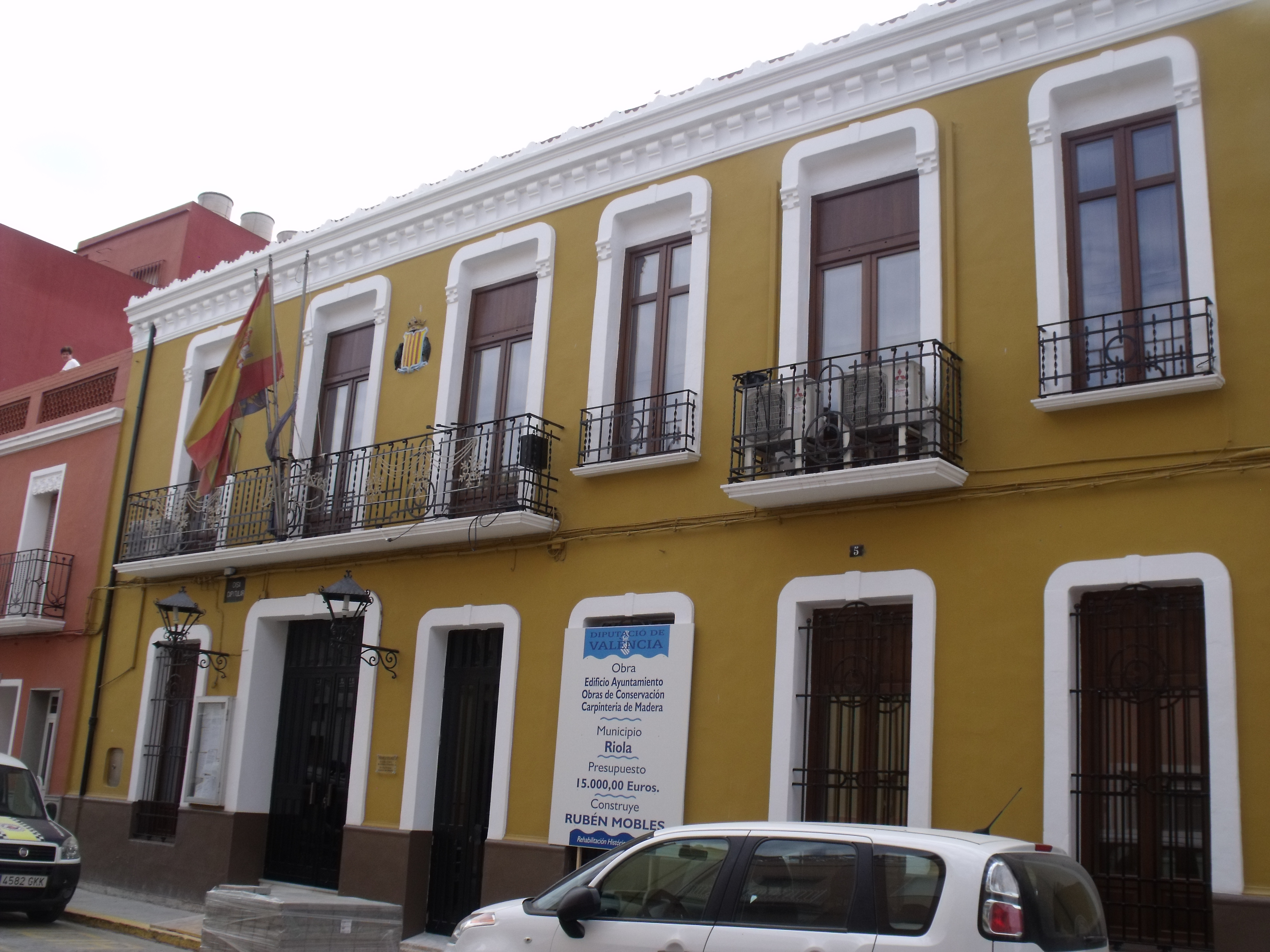
Rathaus

## Gemeindepartnerschaft
Mit der französischen Gemeinde Fabrègues im Département Hérault (Okzitanien) besteht eine Partnerschaft.